# Burmila
Burmila je rasa domaće mačke koja vodi poreklo iz Velike Britanije, a nastala je 1981 ukrštanjem persijsje činčile i burmanskih rasa. Za ovu rasu su standardi napravljeni 1984. a 90tih godina je dobila pravo da se takmiči na prvenstvima u Velikoj Britaniji.

## Poreklo
Burmila je prvobitno nastala potpuno slučajno u Velikoj Britaniji. Dve mačke, persijska činčila zvana Sankvist i lila burmanska mačka po imenu Faberži su obe čekale partnera njihove rase u različitim sobama. Jedne noći je čistačica ostavila otvorena vrata. Mačke su se parile i dobili četiri mačeta rođena 1981. koja su bila tako neodoljiva da je morala nastati nova rasa.
U GCCF-u (Upravno veće ljubitelja mačaka), burmila se smatra delom azijske rase mačaka. U organizaciji Fédération Internationale Féline prihvaćena je kao burmila. Neki upravni organi koristili su ime australijski tifani, međutim ova rasa nije međunarodno prihvaćena i standardizovana - ime tifani se koristilo da opiše mnoge različite rase čiji izgled varira od rase ragdol do birman rase i može sadržati bilo koje od ovih rasa i još neke rase.
Mnoge australijske tifani mačke u Australiji sadrže više od tri četvrtine persijske činčile a zadržale su izgled i temperament staromodne činčile. Korišćenje ovog imena se smanjuje zbog loših standarda za ime rase, nedostatka jedinstvenog identiteta i izmenjenog genetskog sklopa.
Burmila se takođe pojavljuje u onlajn tekstualnoj igrici Legenda zelenog zmaja; svi mačići Lude Odri su burmile.

## Izgled

### Telo
Burmile su srednjeg rasta, imaju mišićavo telo, okruglo lice, kratku njušku i obično su teški između 3.5 i 4.5 kg (8-10 lb). Oči su im obično zelene iako neka udruženja za mačke prihvataju plavu ( a kod mačića mogu biti žute). Crne mačke imaju crno oko očiju, a ne moraju imati boju u tom predelu ili on može biti svetlo braon. Oči su im oblika badema.